# Odontamblyopus tenuis
Odontamblyopus tenuis es una especie de peces de la familia de los Gobiidae en el orden de los Perciformes.

## Morfología
- Los machos pueden llegar a alcanzar los  cm de longitud total.
- Número de  vértebras: 27.[1][2]

## Hábitat
Es un pez de Es un pez de  clima tropical y bentopelágico.

## Distribución geográfica
Se encuentra en el Pakistán y Birmania.

## Observaciones
Es inofensivo para los humanos.